# 喬爾納亞河戰役
喬爾納亞河戰役（法語：Bataille de la Tchernaïa）發生於1855年8月16日，戰場位在塞瓦斯托波爾的郊區，俄軍以人數較多的軍隊向法薩聯軍發起進攻。這場戰鬥以俄國人的撤退和法薩聯軍的勝利告終。

## 註腳
1. ↑  Dupuy (1993)，第906頁.
2. ↑  Schneid (2012)，第23頁.
3. 1 2 3  Raugh (2004)，第95頁.